# Frans Hemerijckx

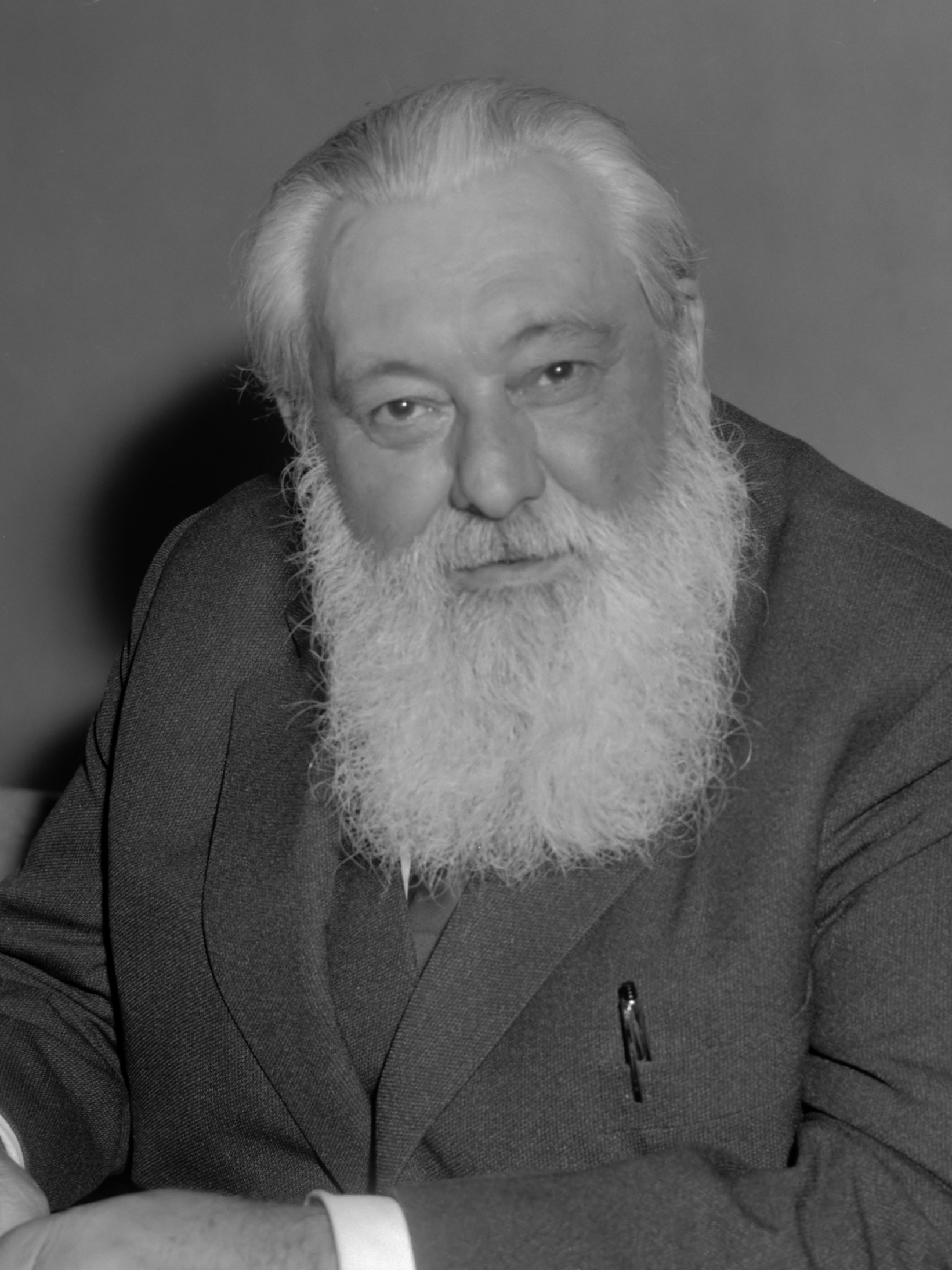
Frans Hemerijckx (1964)

Frans Hemerijckx (Ninove, 19 augustus 1902 - Leuven, 14 oktober 1969) was een Vlaamse arts, gespecialiseerd in tropengeneeskunde. Hij is de grondlegger van de moderne leprabestrijding. Als leproloog werkte hij gedurende 25 jaar in Belgisch-Kongo. Hij was ervan overtuigd dat lepra kon overwonnen worden. Hij was ook ontevreden over het isoleren van melaatsen in melaatsenkampen omdat dit het stigma rond lepra verergert en omdat de melaatsen hier niet de nodige zorgen kregen. Hij startte het principe van "klinieken onder de bomen" : welzijnswerkers die naar de mensen toe gaan. Vandaag wordt dit principe wereldwijd toegepast. Het is onder andere dankzij deze benadering dat de medische teams ondersteund door de Damiaanactie efficiënt kunnen werken.

## Biografie
Frans Hemerijckx werd geboren als oudste zoon van Theofiel Hemerijckx en Leonie Steenhoudt. Na zijn humaniora aan het Sint-Catharinacollege te Geraardsbergen studeerde hij geneeskunde in Leuven. Daarna specialiseerde hij zich in tropische geneeskunde in Brussel. Hij was mede-oprichter van de ‘Missiebond der Vlaamse studenten’, de missionariswerking van de Vlaamse studenten.
In 1929 vertrok hij voor de Medische Hulpdienst voor Missies naar Tshumbe (Oost-Kasaï, toenmalig Belgisch Congo) samen met zijn vrouw, die een jaar later zou sterven aan een tropische ziekte. Op zijn tochten van dorp naar dorp werd hij vooral geconfronteerd met endemische ziekten als slaapziekte en lepra. Aangezien er nog geen geneesmiddelen beschikbaar waren en lepra epidemische vormen aannam, bouwde hij een leprozerie voor de melaatsen. Deze is opgevat als een dorp, waar de melaatsen in afzondering konden leven, maar toch samen met hun familie. Dokter Hemerijckx beschouwde de afzondering als een noodzakelijke maar weinig ideale oplossing.
Tijdens de Tweede Wereldoorlog, Hemerijckx is inmiddels hertrouwd met Betsy, de zus van zijn eerste vrouw, stichtte hij het tweede lepradorp met de naam ‘Dikungu’. Dit gebeurde door toedoen van Koning Leopold III. Ondertussen raakte de sulfonenbehandeling bekend waardoor Hemerijckx overschakelde op de ambulante zorg. Dit betekent dat de leprapatiënten niet langer in leprozerieën werden opgesloten maar bij hen thuis werden verzorgd en tijdens hun behandeling bij hun familie bleven wonen.
Tien jaar later verhuisde Hemerijckx naar India samen met 3 Belgische vrouwen: Claire Vellut en de verpleegsters Simone Liégeois en Hélène Berg. Ze richtten er de Klinieken onder de bomen op in Polambakkam. Het was een pilootproject en in heel India werden op vraag van de Indiase regering zulke projecten opgestart. In 1960 nam de Indiase regering het beheer over en Dr. Hemerijckx bood zijn diensten aan bij de Wereldgezondheidsorganisatie.
Hemerijckx beïnvloedde de publieke opinie over de leprapatiënten. Zijn ambulante gezondheidszorg werd in heel de wereld overgenomen. Landen als Thailand, Afghanistan en Zuid-Korea vroegen om zijn advies.
In 1965, op 63-jarige leeftijd, keerde Hemerijckx terug naar Grimbergen waar zijn vrouw en vijf kinderen al sinds 1946 woonden. Hij werd medisch adviseur van Damiaanactie, reisde nog veel en nam deel aan congressen. Vanaf 1967 wilde het lichaam van Frans niet echt meer mee. Na een operatie aan zijn slokdarm in Parijs, reisde hij nog naar India voor de priesterwijding van zijn zoon en de opening van het Dr. Hemerijckx Leprosy Centre. Hij overleed op 14 oktober 1969 in een ziekenhuis in Leuven.

## Trivia
- De planetoïde (9615) Hemerijckx (1993 BX13) werd naar hem genoemd.

## Links
- 1975 postzegel

- International Standard Name Identifier: 0000 0000 3558 6479
- Library of Congress Control Number: n2004042385
- Nationale Bibliotheek van Israël: 987007358938505171
- Nederlandse Thesaurus van Auteursnamen: 242019803
- Virtual International Authority File: 36306532
- WorldCat: E39PBJv8Cxwcr39fpPmfQkQcyd